# Myslkovice
Myslkovice (en allemand : Miskowitz) est une commune du district de Tábor, dans la région de Bohême-du-Sud, en République tchèque. Sa population s'élevait à 409 habitants en 2020.

## Géographie
Myslkovice se trouve à 5 km au nord-nord-est de Soběslav, à 14 km au sud-sud-est de Tábor, à 41 km au nord-nord-est de České Budějovice et à 90 km au sud-sud-est de Prague.
La commune est limitée par Košice au nord, par Tučapy à l'est, par Sedlečko u Soběslavě au sud et par Roudná à l'ouest.

## Histoire
La première mention écrite du village date de 1367.